# Hekatajos z Abdery
Hekatajos z Abdery (stgr. Ἑκαταῖος ὁ Ἀβδηρίτης Hekataios ho Abderites, łac. Hecataeus) – filozof i historyk grecki, uczeń Pyrrona z Elidy. Żył na przełomie IV i III w. p.n.e., przebywał w Egipcie za Ptolemeusza I. Autor dzieł O poezji Homera i Hezjoda, O Hyperborejczykach i najbardziej znanego O Egipcie. Z jego pism niemal nic się nie zachowało. Był pierwszym autorem greckim piszącym o Żydach. Fragment dotyczący Żydów wykorzystał Diodor Sycylijski w księdze XL Biblioteki historycznej, zachowanej u Focjusza. Przypisywane mu przez Józefa Flawiusza dzieło O Żydach jest tekstem judeohelleńskim z II w. p.n.e.